# Sousa (ort)
Sousa är en ort i Brasilien.   Den ligger i kommunen Sousa och delstaten Paraíba, i den östra delen av landet, 1 500 km nordost om huvudstaden Brasília. Sousa ligger 229 meter över havet och antalet invånare är 47 927.
Terrängen runt Sousa är platt, och sluttar söderut. Det finns inga andra samhällen i närheten.
Omgivningarna runt Sousa är huvudsakligen savann. Runt Sousa är det ganska tätbefolkat, med 70 invånare per kvadratkilometer.